# Савельев-Сас, Александр Сергеевич
Александр Сергеевич Савельев-Сас (26 сентября 1932 года — 12 июня 2021) — чувашский поэт, писатель, переводчик, публицист, педагог.
Отличник народного образования. Лауреат премии имени М. Трубиной, премии имени Ф. Карима, премии им. Галимдажна Ибрагимова Аургазинской районной администрации.
Член Союза писателей России (1994).

## Биография
Родился 26 сентября 1932 года в чувашской деревне Юламаново Аургазинского района Башкортостана.
Окончив семилетку, работал в родном колхозе. В 1951—1954 годах состоял на срочной военной службе. Окончив вечернюю среднюю школу, получил высшее образование в Стерлитамакском пединституте.
Преподавал в родной школе, работал в районной газете.
Много печатал свои рассказы и повести в газетах и журналах в Чебоксарах. Самая известная из них повесть — «Ют арăм» (Чужая жена). Труженик литературы всего издал шесть книг.
Произведения литератора переведены и изданы на русском, татарском, башкирском языках.
Жил и трудился в Башкортостане. Умер 12 июня 2021 года.

## Произведения
Книги: «Кам пысăкрах» — Кто выше (1975), «Ялти сукмаксем» — Деревенские тропы (1981), «Кашкăр сукмакĕ» — Волчья тропа (1987), «Шăнкăравлă пĕкĕ» — Дуга с бубенчиками (1993), «Сăвăсем» — Стихи (2000).